# Paracycling-Bahnweltmeisterschaften 2024

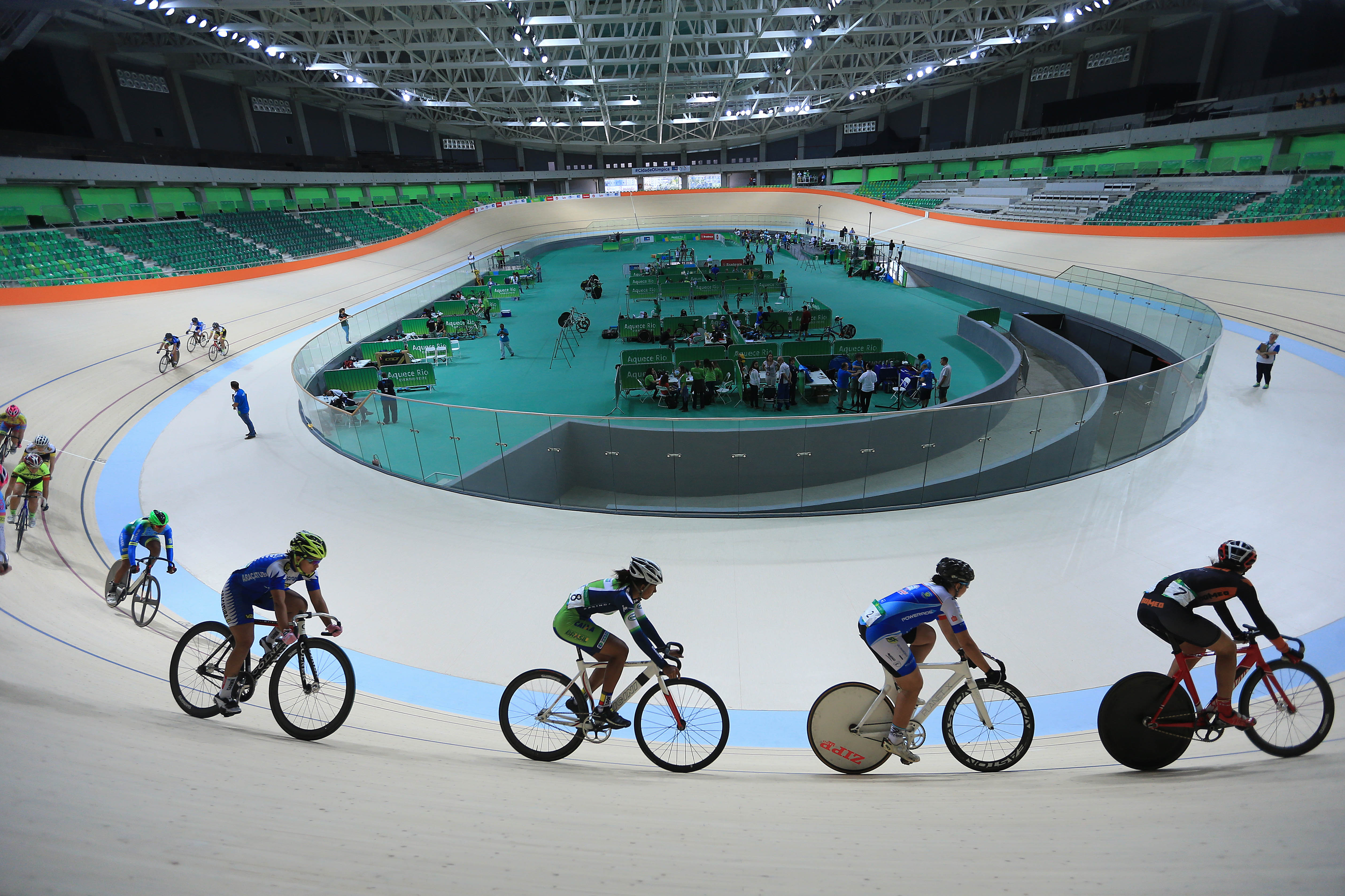
Innenraum des Velódromo Municipal do Rio, wo 2016 die paralympischen und die olympischen Bahnwettbewerbe ausgetragen wurden

Die Paracycling-Bahnweltmeisterschaften 2024 fanden vom 20. bis 24. März im brasilianischen Rio de Janeiro statt. Die Wettkämpfe wurden im Velódromo Municipal do Rio ausgetragen.

## Verlauf
Sportlerinnen und Sportler aus 39 Ländern waren bei diesen Weltmeisterschaften gemeldet, davon 66 Frauen und 203 Männer.
Während der Meisterschaften wurde vier Weltrekorde aufgestellt: In der Einerverfolgung über 4000 Meter stellten die Niederländer Tristan Bangma (B) und Pilot Patrick Bos mit 3:58,397 Minuten einen neuen Weltrekord auf. Devon Briggs aus Neuseeland verbesserte den C3-Rekord im Zeitfahren über 1000 Meter auf 55,082 Sekunden. Li Zhangyu (C1) aus China fuhr im Rahmen des Omniums mit 11,641 einen Rekord über 200 Meter (fliegender Start) (vorher 12,203), und der Franzose Alexandre Léauté (C2) verbesserte seinen eigenen Weltrekord aus dem Jahr 2022 (1:08,365 min) auf 1:08.358 Minuten.
Zusätzlich zu den offiziellen Rennen wurden Demonstrations-Wettbewerbe im Ausscheidungsfahren durchgeführt.
Drei Nationen dominierten diese Weltmeisterschaften: Allen voran China mit 14 Goldmedaillen, die Briten wurden auf Platz zwei gelistet, da sie eine Goldmedaille weniger errungen hatten. Im Gegenzug errang die britische Mannschaft aber insgesamt 34 Medaillen und damit die meisten Podiumsplätze aller Mannschaft. Auf Platz drei folgte Frankreich mit zwölf Mal Gold. Die Schweiz gewann insgesamt fünf Medaillen, davon eine goldene für ihre Sportlerin Flurina Rigling, die insgesamt vier Medaillen erhielt. Ihre Mannschaftskameradin Franziska Matile-Dörig wurde Dritte im Scratch. Der Österreicher Franz-Josef Lässer nahm drei offizielle Medaillen mit nach Hause und entschied zudem das Ausscheidungsfahren für sich. Der Deutsche Thomas Ulbricht belegte gemeinsam mit seinem Piloten Robert Förstemann im Zeitfahren für Tandems Platz drei sowie Pierre Senska im Scratch (C1). 
Nach dem ersten Wettkampftag wurden Mitglieder der britischen Mannschaft auf dem Weg zu ihrem Hotel überfallen und ihnen Geld, alle Papiere sowie ihre Medaillen geraubt.

## Programm
| Datum                | Zeitfahren              | Einerverfolgung    | Scratch                           | Sprint | Teamsprint |
| -------------------- | ----------------------- | ------------------ | --------------------------------- | ------ | ---------- |
| Mittwoch, 20. März   | WC3, WC4, WC5           | WC1, WC2, MC1, MC2 |                                   |        | B          |
| Donnerstag, 21. März | WC1, WC2, WB            | MC4, MC5           |                                   |        |            |
| Freitag, 22. März    | MB                      | WC3, WC4, WC5, MC3 | MC4                               |        |            |
| Sonnabend, 23. März  | MC1, MC2, MC3, MC4, MC5 | WB, MB             | WC3, WC4                          |        |            |
| Sonntag, 24. März    |                         |                    | WC1, WC2, WC5, MC1, MC2, MC3, MC5 | MB, WB | C          |

In den Rennrad-Klassen (C) wird aus den Zeitfahren, Einerverfolgung, Scratch und einem zusätzlichen 200-m-Zeitfahren mit fliegendem Start zudem eine Omnium-Wertung erstellt.

## Resultate
- Legende: "G" = Zeit aus dem Finale um Gold; "B" = Zeit aus dem Finale um Bronze
- WR = Weltrekord

### Klasse B

#### Sprint
| #          | Fahrerin/Pilotin                  | Land | Zeit (s)              |
| ---------- | --------------------------------- | ---- | --------------------- |
| Frauen – B |                                   |      |                       |
|            | Elizabeth Jordan / Dannielle Khan | GBR  | 11,933 (1) 12,198 (2) |
|            | Sophie Unwin / Jenny Holl         | GBR  |                       |
|            | Jessica Gallagher / Caitlin Ward  | AUS  | 12,067 (1) 12,315 (2) |

| #          | Fahrer/Pilot                          | Land | Zeit (s)              |
| ---------- | ------------------------------------- | ---- | --------------------- |
| Männer – B |                                       |      |                       |
|            | Neil Fachie / Matthew Rotherham       | GBR  | 10,645 (1) 10,633 (2) |
|            | Raphaël Beaugillet / Quentin Caleyron | FRA  |                       |
|            | James Ball / Steffan Lloyd            | GBR  | 11,345 (1) 10,663 (2) |

#### Zeitfahren
| #                    | Fahrerin/Pilotin                  | Land | Zeit (min) |
| -------------------- | --------------------------------- | ---- | ---------- |
| Frauen – WB (1000 m) |                                   |      |            |
|                      | Elizabeth Jordan / Dannielle Khan | GBR  | 1:07,463   |
|                      | Sophie Unwin / Jenny Holl         | GBR  | 1:07,978   |
|                      | Jessica Gallagher / Caitlin Ward  | AUS  | 1:08,192   |

| #                    | Fahrer/Pilot                        | Land | Zeit (min) |
| -------------------- | ----------------------------------- | ---- | ---------- |
| Männer – MB (1000 m) |                                     |      |            |
|                      | Neil Fachie / Matthew Rotherham     | GBR  | 1:00,343   |
|                      | James Ball / Steffan Lloyd          | GBR  | 1:00,448   |
|                      | Thomas Ulbricht / Robert Förstemann | GER  | 1:01,752   |

#### Verfolgung
| #                    | Fahrerin/Pilotin                  | Land | Zeit (min) |
| -------------------- | --------------------------------- | ---- | ---------- |
| Frauen – WB (3000 m) |                                   |      |            |
|                      | Elizabeth Jordan / Dannielle Khan | GBR  | 3:25,372 G |
|                      | Sophie Unwin / Jenny Holl         | GBR  | 3:25,940 G |
|                      | Otylia Marczuk / Ewa Bańkowska    | POL  | 3:28,699 B |

| #                    | Fahrer/Pilot                      | Land | Zeit (min)      |
| -------------------- | --------------------------------- | ---- | --------------- |
| Männer – MB (4000 m) |                                   |      |                 |
|                      | Tristan Bangma / Patrick Bos      | NED  | 3:58,397 G (WR) |
|                      | Stephen Bate / Christopher Latham | GBR  | 4:02,479 G      |
|                      | Lorenzo Bernard / Davide Plebani  | ITA  | 4:08,117 B      |

#### Teamsprint (Mixed) B
| #                       | Fahrer(in)/Pilot(in)                                                  | Land | Zeit (s) |
| ----------------------- | --------------------------------------------------------------------- | ---- | -------- |
| Männer/Frauen B (750 m) |                                                                       |      |          |
|                         | Chiara Colombo / Elena Bissolati Stefano Meroni / Francesco Ceci      | ITA  | 50,122 G |
|                         | Lora Fachie / Corrine Hall Neil Fachie / Matthew Rotherham            | GBR  | 50,497 G |
|                         | Hannah Chadwick / Skyler Espinoza Michael Stephens / Joe Christiansen | USA  | 51,437 B |

### Klasse C

#### Zeitfahren
| #                    | Fahrerin                  | Land | Zeit (s) |
| -------------------- | ------------------------- | ---- | -------- |
| Frauen – WC1 (500 m) |                           |      |          |
|                      | Qian Wangwei              | CHN  | 41,249   |
|                      | Katie Toft                | GBR  | 48,348   |
|                      | nicht vergeben            |      |          |
| Frauen – WC2 (500 m) |                           |      |          |
|                      | Amanda Reid               | AUS  | 39,041   |
|                      | Sabrina Custódia da Silva | BRA  | 43,674   |
|                      | Flurina Rigling           | SUI  | 43,866   |
| Frauen – WC3 (500 m) |                           |      |          |
|                      | Wang Xiaomei              | CHN  | 39,480   |
|                      | Mel Pemble                | CAN  | 39,573   |
|                      | Aniek van den Aarssen     | NED  | 39,659   |
| Frauen – WC4 (500 m) |                           |      |          |
|                      | Kadeena Cox               | GBR  | 36,675   |
|                      | Anna Grace Taylor         | NZL  | 38,558   |
|                      | Li Xiaohui                | CHN  | 38,605   |
| Frauen – WC5 (500 m) |                           |      |          |
|                      | Caroline Groot            | NED  | 36,312   |
|                      | Marie Patouillet          | FRA  | 37,535   |
|                      | Nicole Murray             | NZL  | 36,068   |

| #                     | Fahrer                          | Land | Zeit (min)    |
| --------------------- | ------------------------------- | ---- | ------------- |
| Männer – MC1 (1000 m) |                                 |      |               |
|                       | Li Zhangyu                      | CHN  | 1:10,608      |
|                       | Liang Weicong                   | CHN  | 1:13,292      |
|                       | Mohamad Yusof Hafiz Shaharuddin | MAS  | 1:15,572      |
| Männer – MC2 (1000 m) |                                 |      |               |
|                       | Alexandre Léauté                | FRA  | 1:08,358 (WR) |
|                       | Gordon Allan                    | AUS  | 1:10,784      |
|                       | Shota Kawamoto                  | JPN  | 1:11,429      |
| Männer – MC3 (1000 m) |                                 |      |               |
|                       | Devon Briggs                    | NZL  | 1:05,259 (WR) |
|                       | Jaco Van Gass                   | GBR  | 1:06,317      |
|                       | Finlay Graham                   | GBR  | 1:07,278      |
| Männer – MC4 (1000 m) |                                 |      |               |
|                       | Jody Cundy                      | GBR  | 1:04,120      |
|                       | Korey Boddington                | AUS  | 1:04,699      |
|                       | Michael Shippley                | AUS  | 1:05,540      |
| Männer – MC5 (1000 m) |                                 |      |               |
|                       | Blaine Hunt                     | GBR  | 1:03,475      |
|                       | Alfonso Cabello Llamas          | ESP  | 1:03,823      |
|                       | Niels Verschaeren               | BEL  | 1:04,980      |

#### Verfolgung
| #                     | Fahrerin              | Land | Zeit (min) |
| --------------------- | --------------------- | ---- | ---------- |
| Frauen – WC1 (3000 m) |                       |      |            |
|                       | Qian Wangwei          | CHN  |            |
|                       | Katie Toft            | GBR  | überholt   |
|                       | nicht vergeben        |      |            |
| Frauen – WC2 (3000 m) |                       |      |            |
|                       | Daphne Schrager       | GBR  | 3:57,802 G |
|                       | Flurina Rigling       | SUI  | 3:58,134 G |
|                       | Daniela Munévar       | COL  | 4:20,822 B |
| Frauen – WC3 (3000 m) |                       |      |            |
|                       | Wang Xiaomei          | CHN  | 3:58,254 G |
|                       | Keiko Sugiura         | JPN  | 4:01,067 G |
|                       | Aniek van den Aarssen | NED  | 4:04,621 B |
| Frauen – WC4 (3000 m) |                       |      |            |
|                       | Emily Petricola       | AUS  | 3:46,317 G |
|                       | Samantha Bosco        | USA  | 3:54,007 G |
|                       | Keely Shaw            | CAN  | 3:54.093 B |
| Frauen – WC5 (3000 m) |                       |      |            |
|                       | Heidi Gaugain         | FRA  | 3:43,687 G |
|                       | Nicole Murray         | NZL  | 3:45,982 G |
|                       | Claudia Cretti        | ITA  | 3:46,435 B |

| #                     | Fahrer             | Land | Zeit (min) |
| --------------------- | ------------------ | ---- | ---------- |
| Männer – MC1 (3000 m) |                    |      |            |
|                       | Li Zhangyu         | CHN  | 3:46,030 G |
|                       | Liang Weicong      | CHN  | 3:56,109 G |
|                       | Aaron Keith        | USA  | 3:48,826 B |
| Männer – MC2 (3000 m) |                    |      |            |
|                       | Alexandre Léauté   | FRA  |            |
|                       | Ewoud Vromant      | BEL  | eingeholt  |
|                       | Shota Kawamoto     | JPN  | 3:35,986 B |
| Männer – MC3 (3000 m) |                    |      |            |
|                       | Jaco Van Gass      | GBR  | 3:24,774 G |
|                       | Finlay Graham      | GBR  | 3:26,031 G |
|                       | Devon Briggs       | NZL  | 3:26,816 B |
| Männer – MC4 (4000 m) |                    |      |            |
|                       | Archie Atkinson    | GBR  |            |
|                       | Kévin Le Cunff     | FRA  | OVL        |
|                       | Gatien Le Rousseau | FRA  | 4:31,592 B |
| Männer – MC5 (4000 m) |                    |      |            |
|                       | Dorian Foulon      | FRA  |            |
|                       | Lauro Chaman       | BRA  | OVL        |
|                       | Franz-Josef Lässer | AUT  | 4:28,488 B |

- Legende: „G“ = Zeit aus dem Finale um Gold; „B“ = Zeit aus dem Finale um Bronze

#### Scratch
| #                     | Fahrerin                       | Land |
| --------------------- | ------------------------------ | ---- |
| Frauen – WC 1 (10 km) |                                |      |
|                       | Qian Wangwei                   | CHN  |
|                       | Katie Toft                     | GBR  |
|                       | nicht vergeben                 |      |
| Frauen – WC 2 (10 km) |                                |      |
|                       | Amanda Reid                    | AUS  |
|                       | Flurina Rigling                | SUI  |
|                       | Christelle Ribault             | FRA  |
| Frauen – WC 3 (10 km) |                                |      |
|                       | Wang Xiaomei                   | CHN  |
|                       | Daniela Paula Caballeros Perez | COL  |
|                       | Aniek van den Aarssen          | NED  |
| Frauen – WC 4 (10 km) |                                |      |
|                       | Li Xiaohui                     | CHN  |
|                       | Emily Petricola                | AUS  |
|                       | Franziska Matile-Dörig         | SUI  |
| Frauen – WC 5 (10 km) |                                |      |
|                       | Marie Patouillet               | FRA  |
|                       | Claudia Cretti                 | ITA  |
|                       | Nicole Murray                  | NZL  |

| #                     | Fahrer              | Land |
| --------------------- | ------------------- | ---- |
| Männer – MC1 (15 km)  |                     |      |
|                       | Liang Weicong       | CHN  |
|                       | Ricardo Ten Argilés | ESP  |
|                       | Pierre Senska       | GER  |
| Männer – MC2 (15 km)  |                     |      |
|                       | Alexandre Léauté    | FRA  |
|                       | Shota Kawamoto      | JPN  |
|                       | Ewoud Vromant       | BEL  |
| Männer – MC 3 (15 km) |                     |      |
|                       | Jaco Van Gass       | GBR  |
|                       | Alexandre Hayward   | CAN  |
|                       | Masaki Fujita       | JPN  |
| Männer – MC 4 (15 km) |                     |      |
|                       | Kévin Le Cunff      | FRA  |
|                       | Gatien Le Rousseau  | FRA  |
|                       | Bryan Larsen        | USA  |
| Männer – MC 5 (15 km) |                     |      |
|                       | Dorian Foulon       | FRA  |
|                       | Franz-Josef Lässer  | AUT  |
|                       | Alistair Donohoe    | AUS  |

#### Omnium
| #             | Fahrerin              | Land | Punkte |
| ------------- | --------------------- | ---- | ------ |
| Frauen – WC 1 |                       |      |        |
|               | Qian Wangwei          | CHN  | 160    |
|               | Katie Toft            | GBR  | 152    |
|               | nicht vergeben        |      |        |
| Frauen – WC 2 |                       |      |        |
|               | Flurina Rigling       | SUI  | 156    |
|               | Daphne Schrager       | GBR  | 148    |
|               | Daniela Munévar       | COL  | 140    |
| Frauen – WC 3 |                       |      |        |
|               | Wang Xiaomei          | CHN  | 140    |
|               | Aniek van den Aarssen | NED  | 138    |
|               | Mel Pemble            | CAN  | 138    |
| Frauen – WC 4 |                       |      |        |
|               | Emily Petricola       | AUS  | 142    |
|               | Li Xiaohui            | CHN  | 138    |
|               | Anna Grace Taylor     | NZL  | 138    |
| Frauen – WC 5 |                       |      |        |
|               | Marie Patouillet      | FRA  | 150    |
|               | Nicole Murray         | NZL  | 146    |
|               | Claudia Cretti        | ITA  | 136    |

| #             | Fahrer              | Land | Punkte |
| ------------- | ------------------- | ---- | ------ |
| Männer – MC1  |                     |      |        |
|               | Liang Weicong       | CHN  | 154    |
|               | Li Zanghu           | CHN  | 154    |
|               | Ricardo Ten Argilés | ESP  | 142    |
| Männer – MC2  |                     |      |        |
|               | Alexandre Léauté    | FRA  | 160    |
|               | Shota Kawamoto      | JPN  | 150    |
|               | Matthew Robertson   | GBR  | 138    |
| Männer – MC 3 |                     |      |        |
|               | Jaco Van Gass       | GBR  | 156    |
|               | Devon Briggs        | NZL  | 148    |
|               | Finlay Graham       | GBR  | 140    |
| Männer – MC 4 |                     |      |        |
|               | Gatien Le Rousseau  | FRA  | 140    |
|               | Kevin Le Cunff      | FRA  | 136    |
|               | Bryan Larsen        | USA  | 132    |
| Männer – MC 5 |                     |      |        |
|               | Dorian Foulon       | FRA  | 146    |
|               | Franz-Josef Lässer  | AUT  | 138    |
|               | Blaine Hunt         | GBR  | 128    |

#### Teamsprint
| #                          | Fahrer(innen)                                          | Land | Zeit (s) |
| -------------------------- | ------------------------------------------------------ | ---- | -------- |
| Frauen/Männer C1–5 (750 m) |                                                        |      |          |
|                            | Li Zhangyu / Wu Guoqing / Lai Shanzhang                | CHN  | 47,939   |
|                            | Kadeena Cox / Jaco Van Gass / Blaine Hunt / Jody Cundy | GBR  | 48,634   |
|                            | Gordon Allan / Michael Shippley / Korey Boddington     | AUS  | 49,227   |

## Medaillenspiegel
| Platz  | Land                | Gold | Silber | Bronze | Gesamt |
| ------ | ------------------- | ---- | ------ | ------ | ------ |
| 1      | Volksrepublik China | 14   | 4      | 1      | 19     |
| 2      | Großbritannien      | 13   | 14     | 5      | 34     |
| 3      | Frankreich          | 12   | 5      | 2      | 19     |
| 4      | Australien          | 4    | 3      | 5      | 12     |
| 5      | Niederlande         | 2    | 1      | 3      | 6      |
| 6      | Neuseeland          | 1    | 4      | 4      | 9      |
| 7      | Schweiz             | 1    | 2      | 2      | 5      |
| 8      | Italien             | 1    | 1      | 3      | 5      |
| 9      | Japan               | 0    | 3      | 3      | 6      |
| 10     | Kanada              | 0    | 2      | 2      | 4      |
| 11     | Österreich          | 0    | 2      | 1      | 3      |
| 11     | Spanien             | 0    | 2      | 1      | 3      |
| 13     | Brasilien           | 0    | 2      | 0      | 2      |
| 14     | Vereinigte Staaten  | 0    | 1      | 4      | 5      |
| 15     | Kolumbien           | 0    | 1      | 2      | 3      |
| 15     | Belgien             | 0    | 1      | 2      | 3      |
| 17     | Deutschland         | 0    | 0      | 2      | 2      |
| 18     | Malaysia            | 0    | 0      | 1      | 1      |
| 18     | Polen               | 0    | 0      | 1      | 1      |
| Gesamt | Gesamt              | 48   | 48     | 44     | 134    |

## Aufgebote

### Bund Deutscher Radfahrer
Frauen
- Vanessa Laws

Männer
- Fabian Döring, Robert Förstemann (Pilot), Jakob Klinge, Manuel Korber, Pierre Senska, Thomas Ulbricht

### Swiss Cycling
Frauen
- Flurina Rigling, Franziska Matile-Dörig

Männer
- Roger Bolliger, Laurent Garnier

### Cycling Austria
Männer
- Franz-Josef Lässer